# Mpigamiti
Mpigamiti è una circoscrizione rurale (rural ward) della Tanzania situata nel distretto di Liwale, regione di Lindi. Conta una popolazione di 2 096 abitanti (censimento 2012).